# Nova Tunes
Nova Tunes est un ensemble de compilations orienté à la fois vers la musique électronique mais aussi le trip hop et la world music.
Nova Tunes fait partie du label indépendant Nova Records et regroupe les titres à l'écoute sur la radio Radio Nova.
Chaque album regroupe le “meilleur” des titres passés sur Radio Nova durant le dernier semestre.

## Anecdotes
C'est seulement à partir du onzième album que le point fait son apparition entre les chiffres.
À partir du quarante-et-unième album (2020) le rythme de parution devient annuel et non plus semestriel.